# Gedek (plaats)
Gedek is een bestuurslaag in het regentschap Mojokerto van de provincie Oost-Java, Indonesië. Gedek telt 2548 inwoners (volkstelling 2010).